# Schlacht von Liaoyang
Port Arthur (Seeschlacht) – Tschemulpo – Yalu – Nanshan – Te-li-ssu – Hitachi-Maru-Vorfall – Motien-Pass – Tashihchiao – Hsimucheng – Port Arthur (Belagerung) – Gelbes Meer – Ulsan – Korsakow – Liaoyang – Shaho – Sandepu – Mukden – Tsushima – Sachalin
Die Schlacht von Liaoyang (jap. 遼陽会戦, Ryōyō-kaisen) wurde vom 12. Augustjul. / 25. Augustgreg. bis zum 22. Augustjul. / 4. September 1904greg. zwischen der Kaiserlichen Japanischen Armee und der Kaiserlichen Russischen Armee in der Nähe der mandschurischen Stadt Liaoyang ausgetragen. Sie war eine der großen Landschlachten des Russisch-Japanischen Krieges.

## Vorbereitung
Während sich die Japanische Armee vor Port Arthur auf die Belagerung vorbereitete, bewegte sich ein großes Truppenkontingent unter Feldmarschall Ōyama Richtung Norden, um den strategisch wichtigen Bahnknotenpunkt bei Liaoyang zu sichern, der die Bahnlinie der Chinesischen Osteisenbahn zwischen Mukden und Port Arthur verband.

## Feldbahnen
Die Russen mussten ihre weit ausgedehnten Stellungen durch Feldbahnen miteinander verbinden. Es wurden drei Linien gebaut: Die erste vom Hauptbahnhof in Richtung Fönghuangtschöng, kam nicht über 22,5 km Unterbau und 2 km Oberbau hinaus. Die zweite, die die Stellungen nordöstlich Liaojang mit der Eisenbahn verbinden sollte, wurde auf 15 km Länge mit einer Zweigstrecke zu einer schweren Batterie auf einer Passhöhe erstellt. Sie wurde mit Pferden betrieben und auch zur Beförderung von Verwundeten benutzt. Beim Vordringen der Japaner musste ihnen ein Teil des Feldbahngeräts preisgegeben werden. Die dritte Strecke führte von Liaojang nach Süden in die Hauptkampfstellung. Sie wurde in 2½ Tagen in 9 km Länge betriebsfähig hergestellt, wurde aber nicht in Betrieb genommen, sondern musste sofort nach 
der Fertigstellung wieder abgebaut werden.

## Verlauf

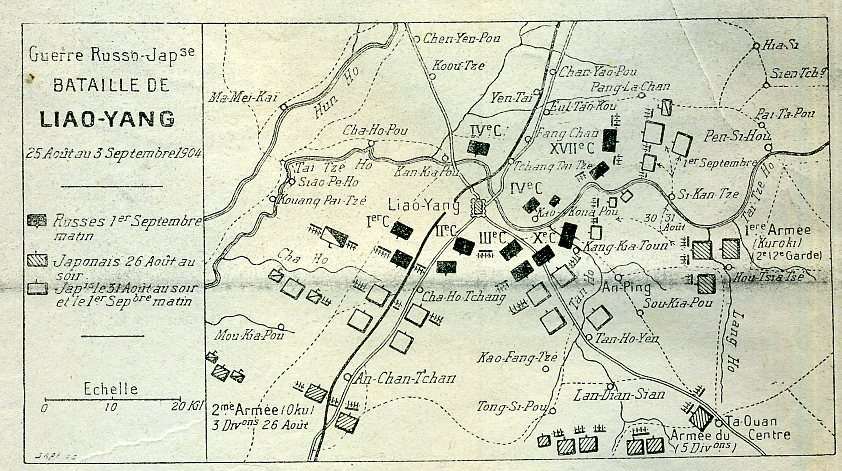
Zeitgenössische Karte der Schlacht

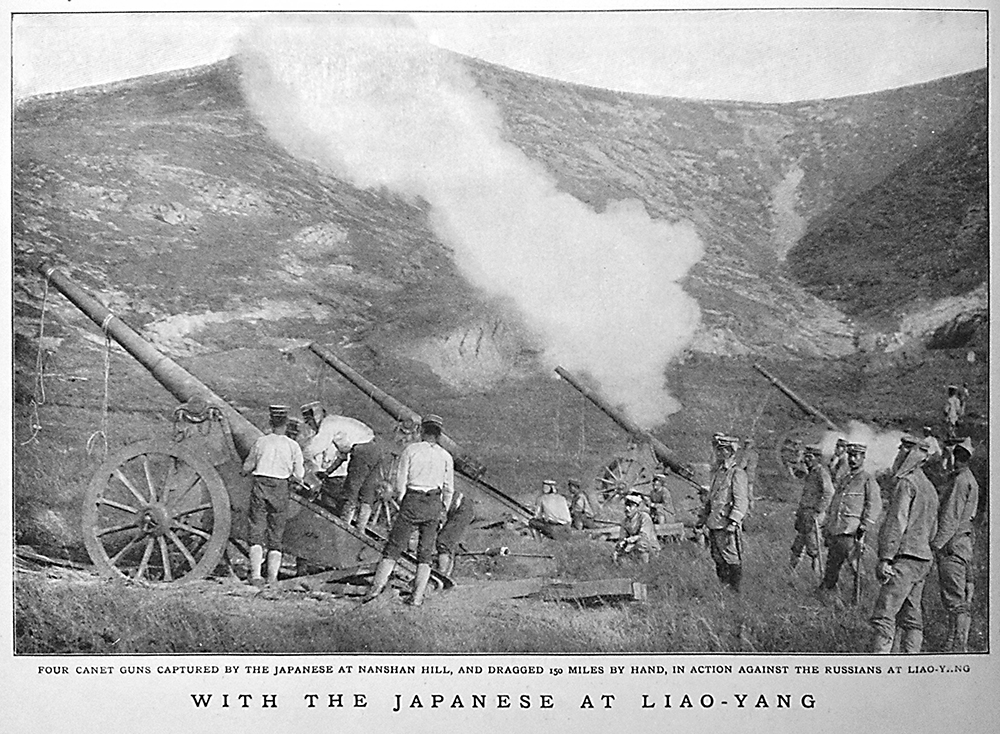
Von den Japanern bei der Schlacht am Nanshan eroberte 42-Linien-Geschütze werden gegen ihre ehemaligen Besitzer bei der Schlacht von Liaoyang eingesetzt

Die Schlacht begann am 25. August 1904, als 158.000 russische Soldaten vorrückten und versuchten, die Flanke der japanischen 1., 2. und 4. Armee aufzurollen. Die ihnen gegenüber stehenden Japaner hatten eine Gesamtstärke von 127.360 Mann.
Am nächsten Tag, dem 26. August 1904, besetzte die japanische 1. Armee nach schweren Kämpfen die Kosarei-Höhe sowie den Hung-sha-Pass südöstlich von Liaoyang. General Alexei Kuropatkin, Oberbefehlshaber der russischen Truppen, glaubte geschlagen worden zu sein und zog sich von den vorderen russischen Verteidigungsstellungen zurück, dicht gefolgt von den nachrückenden Japanern.

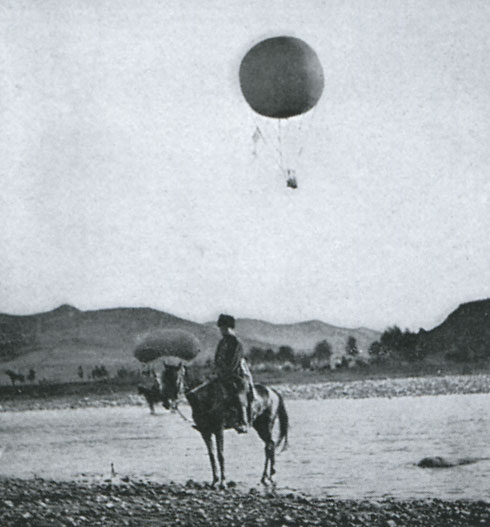
Russischer Beobachtungsballon während der Schlacht

Vom 29. bis 30. August 1904 schlug die Russische Armee starke japanische Angriffe auf ihre Hauptverteidigungslinie ab, die südlich von Liaoyang lag. Um den 31. August 1904 überquerte die japanische 1. Armee den Fluss nordöstlich von Liaoyang.
Nach einigen Tagen von ergebnislosen Gegenangriffen entschloss sich Kuropatkin am 4. September 1904, Liaoyang zu evakuieren und sich auf Mukden zurückzuziehen. Die glücklose Stadt wurde somit zuerst von Russen, dann von Chinesen und schließlich von den Japanern geplündert.

## Verluste

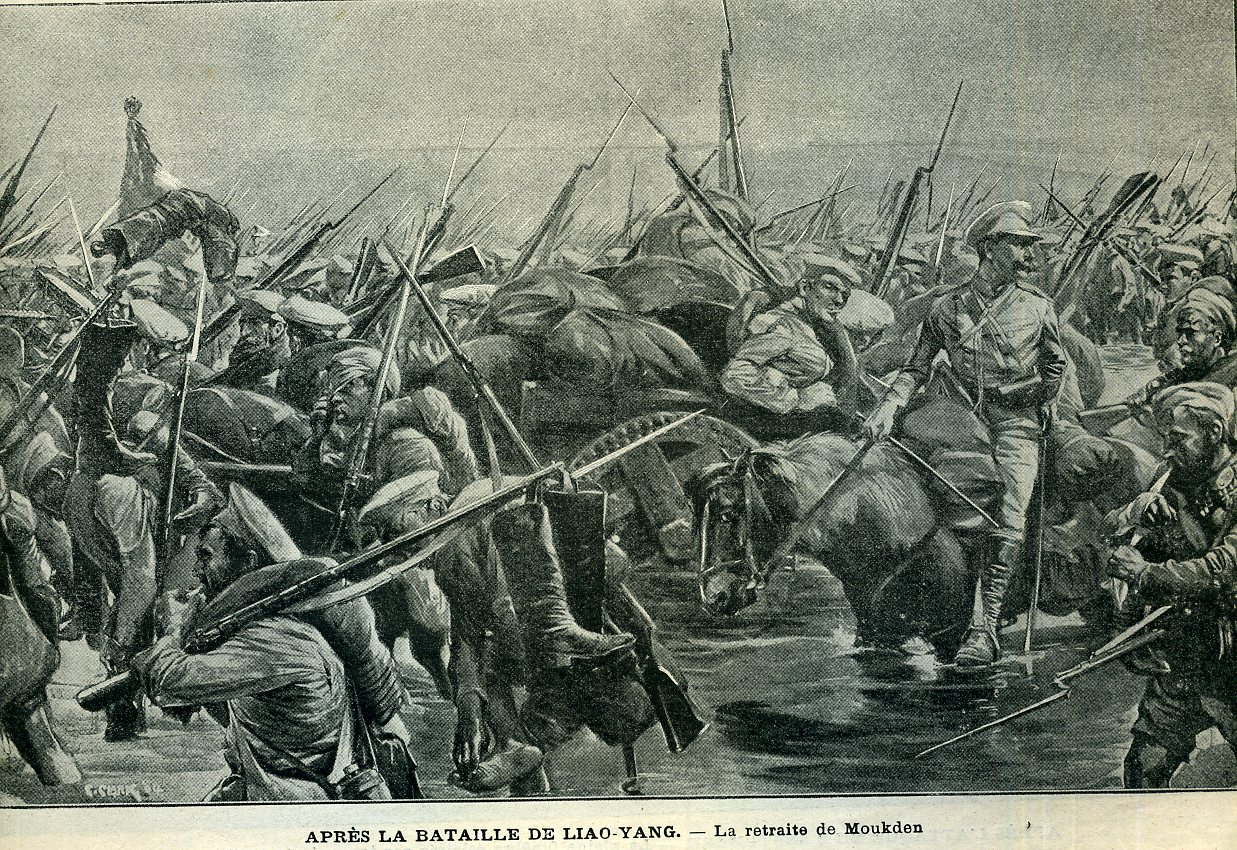
Die russische Armee auf dem Rückzug nach der verlorenen Schlacht, Le Patriote Illustré, 2. Oktober 1904

Die Russische Armee hatte Gesamtverluste von 19.112 Mann, darunter 3.611 Tote und 14.301 Verwundete. Obwohl die Japanische Armee die schwereren Verluste erlitten hatte – insgesamt verlor sie 22.922 Mann (u. a. 5.537 Tote und 18.603 Verwundete) – hatte sie es geschafft, das Schlachtfeld zu behaupten.

## Folgen
Der unter schweren Verlusten errungene Sieg bei Liaoyang und der Fall von Port Arthur kurz darauf warf seine Schatten voraus auf die wenige Monate später stattfindende Schlacht von Mukden.